# Llista d'asteroides/137201-137300
| Nom      | Designació provisional | Data de descobriment   | Lloc de descobriment | Descobridor/s                           |
| -------- | ---------------------- | ---------------------- | -------------------- | --------------------------------------- |
| 137201 - | 1999 KF13              | 18 de maig de 1999     | Socorro              | LINEAR                                  |
| 137202 - | 1999 KJ13              | 18 de maig de 1999     | Socorro              | LINEAR                                  |
| 137203 - | 1999 LX                | 7 de juny de 1999      | Prescott             | P. G. Comba                             |
| 137204 - | 1999 LX2               | 5 de juny de 1999      | Kitt Peak            | Spacewatch                              |
| 137205 - | 1999 LN11              | 8 de juny de 1999      | Socorro              | LINEAR                                  |
| 137206 - | 1999 LJ25              | 9 de juny de 1999      | Socorro              | LINEAR                                  |
| 137207 - | 1999 LW31              | 14 de juny de 1999     | Kitt Peak            | Spacewatch                              |
| 137208 - | 1999 MC2               | 20 de juny de 1999     | Catalina             | CSS                                     |
| 137209 - | 1999 NU1               | 12 de juliol de 1999   | Socorro              | LINEAR                                  |
| 137210 - | 1999 NO2               | 12 de juliol de 1999   | Socorro              | LINEAR                                  |
| 137211 - | 1999 NM4               | 13 de juliol de 1999   | Reedy Creek          | J. Broughton                            |
| 137212 - | 1999 NB6               | 13 de juliol de 1999   | Socorro              | LINEAR                                  |
| 137213 - | 1999 NX10              | 13 de juliol de 1999   | Socorro              | LINEAR                                  |
| 137214 - | 1999 NF33              | 14 de juliol de 1999   | Socorro              | LINEAR                                  |
| 137215 - | 1999 NU36              | 14 de juliol de 1999   | Socorro              | LINEAR                                  |
| 137216 - | 1999 NV62              | 13 de juliol de 1999   | Socorro              | LINEAR                                  |
| 137217 - | 1999 NH64              | 8 de juliol de 1999    | Wise                 | Wise                                    |
| 137218 - | 1999 OQ5               | 21 de juliol de 1999   | Anderson Mesa        | LONEOS                                  |
| 137219 - | 1999 PX2               | 8 d'agost de 1999      | Kitt Peak            | Spacewatch                              |
| 137220 - | 1999 PF8               | 12 d'agost de 1999     | Anderson Mesa        | LONEOS                                  |
| 137221 - | 1999 RX                | Catalina               | CSS                  |                                         |
| 137222 - | 1999 RB1               | 4 de setembre de 1999  | Catalina             | CSS                                     |
| 137223 - | 1999 RM7               | 3 de setembre de 1999  | Kitt Peak            | Spacewatch                              |
| 137224 - | 1999 RW9               | 7 de setembre de 1999  | Kitt Peak            | Spacewatch                              |
| 137225 - | 1999 RB15              | 7 de setembre de 1999  | Socorro              | LINEAR                                  |
| 137226 - | 1999 RA19              | 7 de setembre de 1999  | Socorro              | LINEAR                                  |
| 137227 - | 1999 RR19              | 7 de setembre de 1999  | Socorro              | LINEAR                                  |
| 137228 - | 1999 RT20              | 7 de setembre de 1999  | Socorro              | LINEAR                                  |
| 137229 - | 1999 RD21              | 7 de setembre de 1999  | Socorro              | LINEAR                                  |
| 137230 - | 1999 RG22              | 7 de setembre de 1999  | Socorro              | LINEAR                                  |
| 137231 - | 1999 RQ22              | 7 de setembre de 1999  | Socorro              | LINEAR                                  |
| 137232 - | 1999 RZ23              | 7 de setembre de 1999  | Socorro              | LINEAR                                  |
| 137233 - | 1999 RE24              | 7 de setembre de 1999  | Socorro              | LINEAR                                  |
| 137234 - | 1999 RT24              | 7 de setembre de 1999  | Socorro              | LINEAR                                  |
| 137235 - | 1999 RY24              | 7 de setembre de 1999  | Socorro              | LINEAR                                  |
| 137236 - | 1999 RA25              | 7 de setembre de 1999  | Socorro              | LINEAR                                  |
| 137237 - | 1999 RG26              | 7 de setembre de 1999  | Socorro              | LINEAR                                  |
| 137238 - | 1999 RN29              | 8 de setembre de 1999  | Socorro              | LINEAR                                  |
| 137239 - | 1999 RB31              | 8 de setembre de 1999  | Socorro              | LINEAR                                  |
| 137240 - | 1999 RD35              | 7 de setembre de 1999  | Catalina             | CSS                                     |
| 137241 - | 1999 RV36              | 11 de setembre de 1999 | Woomera              | F. B. Zoltowski                         |
| 137242 - | 1999 RY53              | 7 de setembre de 1999  | Socorro              | LINEAR                                  |
| 137243 - | 1999 RP59              | 7 de setembre de 1999  | Socorro              | LINEAR                                  |
| 137244 - | 1999 RY59              | 7 de setembre de 1999  | Socorro              | LINEAR                                  |
| 137245 - | 1999 RW62              | 7 de setembre de 1999  | Socorro              | LINEAR                                  |
| 137246 - | 1999 RN63              | 7 de setembre de 1999  | Socorro              | LINEAR                                  |
| 137247 - | 1999 RG66              | 7 de setembre de 1999  | Socorro              | LINEAR                                  |
| 137248 - | 1999 RD74              | 7 de setembre de 1999  | Socorro              | LINEAR                                  |
| 137249 - | 1999 RS74              | 13 de setembre de 1999 | Kitt Peak            | Spacewatch                              |
| 137250 - | 1999 RO75              | 7 de setembre de 1999  | Socorro              | LINEAR                                  |
| 137251 - | 1999 RC76              | 7 de setembre de 1999  | Socorro              | LINEAR                                  |
| 137252 - | 1999 RG82              | 7 de setembre de 1999  | Socorro              | LINEAR                                  |
| 137253 - | 1999 RO86              | 7 de setembre de 1999  | Socorro              | LINEAR                                  |
| 137254 - | 1999 RL87              | 7 de setembre de 1999  | Socorro              | LINEAR                                  |
| 137255 - | 1999 RO87              | 7 de setembre de 1999  | Socorro              | LINEAR                                  |
| 137256 - | 1999 RS87              | 7 de setembre de 1999  | Socorro              | LINEAR                                  |
| 137257 - | 1999 RQ88              | 7 de setembre de 1999  | Socorro              | LINEAR                                  |
| 137258 - | 1999 RP95              | 7 de setembre de 1999  | Socorro              | LINEAR                                  |
| 137259 - | 1999 RZ96              | 7 de setembre de 1999  | Socorro              | LINEAR                                  |
| 137260 - | 1999 RM101             | 8 de setembre de 1999  | Socorro              | LINEAR                                  |
| 137261 - | 1999 RS109             | 8 de setembre de 1999  | Socorro              | LINEAR                                  |
| 137262 - | 1999 RF120             | 9 de setembre de 1999  | Socorro              | LINEAR                                  |
| 137263 - | 1999 RQ120             | 9 de setembre de 1999  | Socorro              | LINEAR                                  |
| 137264 - | 1999 RT121             | 9 de setembre de 1999  | Socorro              | LINEAR                                  |
| 137265 - | 1999 RO125             | 9 de setembre de 1999  | Socorro              | LINEAR                                  |
| 137266 - | 1999 RU125             | 9 de setembre de 1999  | Socorro              | LINEAR                                  |
| 137267 - | 1999 RS131             | 9 de setembre de 1999  | Socorro              | LINEAR                                  |
| 137268 - | 1999 RO139             | 9 de setembre de 1999  | Socorro              | LINEAR                                  |
| 137269 - | 1999 RH141             | 9 de setembre de 1999  | Socorro              | LINEAR                                  |
| 137270 - | 1999 RW143             | 9 de setembre de 1999  | Socorro              | LINEAR                                  |
| 137271 - | 1999 RC147             | 9 de setembre de 1999  | Socorro              | LINEAR                                  |
| 137272 - | 1999 RU154             | 9 de setembre de 1999  | Socorro              | LINEAR                                  |
| 137273 - | 1999 RX154             | 9 de setembre de 1999  | Socorro              | LINEAR                                  |
| 137274 - | 1999 RR156             | 9 de setembre de 1999  | Socorro              | LINEAR                                  |
| 137275 - | 1999 RP160             | 9 de setembre de 1999  | Socorro              | LINEAR                                  |
| 137276 - | 1999 RT162             | 9 de setembre de 1999  | Socorro              | LINEAR                                  |
| 137277 - | 1999 RT164             | 9 de setembre de 1999  | Socorro              | LINEAR                                  |
| 137278 - | 1999 RU165             | 9 de setembre de 1999  | Socorro              | LINEAR                                  |
| 137279 - | 1999 RP168             | 9 de setembre de 1999  | Socorro              | LINEAR                                  |
| 137280 - | 1999 RQ178             | 9 de setembre de 1999  | Socorro              | LINEAR                                  |
| 137281 - | 1999 RL181             | 9 de setembre de 1999  | Socorro              | LINEAR                                  |
| 137282 - | 1999 RJ182             | 9 de setembre de 1999  | Socorro              | LINEAR                                  |
| 137283 - | 1999 RQ182             | 9 de setembre de 1999  | Socorro              | LINEAR                                  |
| 137284 - | 1999 RZ182             | 9 de setembre de 1999  | Socorro              | LINEAR                                  |
| 137285 - | 1999 RY184             | 9 de setembre de 1999  | Socorro              | LINEAR                                  |
| 137286 - | 1999 RR186             | 9 de setembre de 1999  | Socorro              | LINEAR                                  |
| 137287 - | 1999 RM188             | 9 de setembre de 1999  | Socorro              | LINEAR                                  |
| 137288 - | 1999 RX190             | 10 de setembre de 1999 | Socorro              | LINEAR                                  |
| 137289 - | 1999 RP193             | 15 de setembre de 1999 | Kitt Peak            | Spacewatch                              |
| 137290 - | 1999 RK202             | 8 de setembre de 1999  | Socorro              | LINEAR                                  |
| 137291 - | 1999 RD206             | 8 de setembre de 1999  | Socorro              | LINEAR                                  |
| 137292 - | 1999 RL206             | 8 de setembre de 1999  | Socorro              | LINEAR                                  |
| 137293 - | 1999 RL208             | 8 de setembre de 1999  | Socorro              | LINEAR                                  |
| 137294 - | 1999 RE215             | 7 de setembre de 1999  | Mauna Kea            | C. A. Trujillo, J. X. Luu, D. C. Jewitt |
| 137295 - | 1999 RB216             | 8 de setembre de 1999  | Mauna Kea            | C. A. Trujillo, D. C. Jewitt, J. X. Luu |
| 137296 - | 1999 RL219             | 6 de setembre de 1999  | Anderson Mesa        | LONEOS                                  |
| 137297 - | 1999 RC226             | 4 de setembre de 1999  | Catalina             | CSS                                     |
| 137298 - | 1999 RF226             | 4 de setembre de 1999  | Catalina             | CSS                                     |
| 137299 - | 1999 RK229             | 7 de setembre de 1999  | Anderson Mesa        | LONEOS                                  |
| 137300 - | 1999 RC233             | 8 de setembre de 1999  | Anderson Mesa        | LONEOS                                  |